# Frank M. Robinson
Pour les articles homonymes, voir Robinson.
Œuvres principales
- Le Pouvoir
- Destination ténèbres

Frank M. Robinson, né le 9 août 1926 à Chicago en Illinois et mort le 30 juin 2014  à San Francisco, est un écrivain américain de science-fiction. Son roman Le Pouvoir a été l'un des premiers à mêler thriller et science-fiction.

## Biographie
Frank M. Robinson occupe des emplois subalternes au Chicago Herald-American, pour Ziff Davis et pour Amazing Stories, avant d'entrer dans la marine américaine. Il y exerce la fonction de technicien radar durant la Seconde Guerre mondiale et la guerre de Corée. Il travaille ensuite à partir des années 1950 pour différents magazines (Family Weekly, Science Digest (en), Rogue (en), Cavalier, Playboy).
Homosexuel, il fut dans les années 1970 le rédacteur de discours pour son ami Harvey Milk.

## Œuvre
Son premier texte, The Maze, paraît en 1950 dans le magazine Astounding Science Fiction. Son premier roman, The Power, est publié en 1956.
Frank M. Robinson a écrit en collaboration avec Thomas N. Scortia (en) une série de techno-thrillers, The Glass Inferno (en) (1974), The Prometheus Crisis (1975), The Nightmare Factor (1978), The Gold Crew (1980), et Blowout! (1987), ainsi que The Great Divide, un roman politique, avec John Levin en 1982 et Death of a Marionette, un roman d'espionnage, en 1995 avec Paul Hull.

## Liste des œuvres

### Romans
- Le Pouvoir, Gallimard, coll. « Folio SF », 2004 ((en) The Power, 1956), trad. Gilles GoulletUne adaptation cinématographie a été réalisée par Byron Haskin en 1968 sous le titre La Guerre des cerveaux (The Power)
- Destination ténèbres, Denoël, coll. « Lunes d'encre », 2011 ((en) The Dark Beyond the Stars, 1991), trad. Jean-Daniel Brèque
- (en) Waiting, 1999
- (en) The Donor, 2004

### Nouvelle
- Le Naufrage du vaisseau John B., 1983 ((en) The Wreck of the Ship John B., 1967)

### Essais
- (en) Pulp Culture. The Art of Fiction Magazines, 1998Écrit avec Lawrence Davidson.
- (en) Science Fiction of the 20th Century, 1999
- (en) Not So Good a Gay Man, 2017

## Récompenses
- Prix Lambda Literary 1991 pour Destination ténèbres (catégorie Gay Men’s Science Fiction/Fantasy[3]).
- Prix Pop Culture Book of the Year 1999 pour Pulp Culture. The Art of Fiction Magazines.
- Prix Hugo du meilleur livre de non-fiction 2000 pour Science Fiction of the 20th Century.
- Prix Locus du meilleur livre d'art 2000 pour Science Fiction of the 20th Century.